# Divatipar
A divatipar fogalma a 21. század terméke. A divatipar egyike a kreatív iparoknak, legfőképpen a ruházkodással összefüggő szakterületeket (textilipar, ruhaipar, bőr- és cipőipar) és az azokkal összefüggő tevékenységeket (divattervezés, kelmegyártás, késztermék-gyártás, kis- és nagykereskedelem, bemutatók, szaksajtó) foglalja magában. Jelentős, erősen globalizálódott gazdasági ág: gyakori, hogy egy ruhadarabot az egyik országban tervezik meg, egy másik országban gyártják és egy harmadik országban értékesítik és viselik. Egyes tevékenységeinek munkaigényes volta miatt sok embert foglalkoztat és hatása van az illető ország kultúrájának megítélésére is.
A divatipart jelentős mértékben érintette a 20. század második fele óta végbement magasfokú globalizáció. Világviszonylatban ez az iparág a világ GDP-jének 2%-át adja (2017. évi adat). Ugyanakkor jelentős fenntarthatósági problémákkal szembesül:
- környezeti hatások (a termékek teljes életciklusában – a nyersanyag-termesztéstől ill. -gyártástól a feldolgozás minden fázisán és a felhasználáson át egészen a késztermék elhasználódását követő megsemmisítéséig – jelentős mértékű szénlábnyom keletkezése, nagy mennyiségű, nem vagy csak nagyon hosszú idő alatt lebomló hulladék képződése;

- társadalmi hatások (rendkívül erős konkurencia, alacsony munkabérek, egyes, a globális divatipar szempontjából fontos országokban rossz munkakörülmények és munkahelyi biztonság, gyerekmunka, nemzetközi szabályok ellenőrizhetetlensége);

- gazdasági hatások (Európában és a világ számos más régiójában igen nagy, az exportot mintegy háromszorosan meghaladó import, ami a helyi textil- és ruhaipar hanyatlásához vezet; hosszú ellátási láncok kialakulása).

## Magyarországon
A magyar textil-, ruha-, bőr- és cipőiparban együttesen több mint 11 ezer vállalkozás működik, amelyekben mintegy 130 ezer ember dolgozik, ami a feldolgozóiparon belül 16–17%-os képviseletet jelent. Ezek a vállalkozások jelentős részben bérmunkát végeznek, főleg külföldi megrendelők számára.
2018-ban kormányrendelettel megalapították a Magyar Divat & Design Ügynökséget (MDDÜ), amelynek egyik fő feladata a divat- és dizájnipari programokra, stratégiára vonatkozó javaslatok kidolgozása, és a stratégiák elfogadását követően azok végrehajtása. A cél az, hogy „Budapest 2030-ra Közép-Európa meghatározó divatközpontjává váljék, amelyet megkülönböztető egyedi jelleg, virágzó boltok, nemzetközileg ismert exportképes márkák, világszínvonalú rendezvények, kiállítások, versenyképes gyártás, oktatás és kiterjedt globális nemzetközi kapcsolatok jellemeznek.” (Idézet a Nemzeti Divatipari Stratégia 2020−2030 – Tervezet c. kiadványból.) Az intézmény megalakulása óta számos sikeres rendezvényt, bemutatót, tanfolyamot szervezett, tanulmányokat készített stb.